# Пробиотик
Пробиотици су живи микроорганизми који помажу у смањењу килограма, oдносно микробни састојци хране који се конзумирају у одговарајућем броју и чија присутност у човековом организму благотворно делује на одржање здравља. Природно се налазе у ферментираним млечним производима и ферментисаном поврћу. Бактерије млечно-киселог врења и бифидобактерије су најчешће употребљавани и најсигурнији микроорганизми који се користе као пробиотик.

## Историја
Историја пробиотика може се пратити од прве употребе сира и других ферментисаних млечних производа, који су представљали једну од најстаријих техника конзервисања хране, која је била добро позната Грцима и Римљанима који су препоручивали конзумацију овако конзервиране хране.
Оригиналну модерну хипотезу о позитивној улози одређених бактерија први је изнео руски научник и нобеловац Иља Иљич Мечников, који је 1907. године предложио модификацију цревног микробиота и замену штетних микроба корисним микробима.  Мечников, који је у то време био професор на Пастеровом институту у Паризу, објавио је хипотезу да је процес старења последица деловања трулежних (протеолитичких) микроба који производе токсичне супстанце у дебелом цреву. Према овој хипотези протеолитичке бактерије као што су клостридије (које су део нормалне цревне микробиоте), производе токсичне супстанце укључујући феноле, индоле и амонијак варењем протеина. Према Мечникову, ова једињења су одговорна за оно што је он назвао „аутоинтоксикација црева“, која потом изазва физичке промене у организму повезане са старењем.
У то време се знало да млеко ферментисано лактобацилама инхибира раст протеолитичких бактерија због ниског пХ који настаје ферментацијом лактозе. Мечников је такође приметио да су се одређене руралне популације у Европи, на пример оне које су живела у Бугарској и руским степама и храниле се углавном млеком ферментисаним бактеријама млечне киселине, биле изузетно дуговечне. На основу ових запажања, Мечников је предложио  конзумацију ферментисаног млека како би се „засејала” црева безопасним бактеријама млечне киселине и име смањила пХ вредност црева, и сузбио раст протеолитичких бактерија. Сам Мечников је у своју исхрану увео кисело млеко ферментисано бактеријом коју је назвао "бугарски бацил" и верујучи да он корисно делује на његово здравље. У Паризу су убрзо Мечникове колеге следиле његов пример, а париски лекари су почели да прописују кисело-млечну дијету својим пацијентима. 
Бифидобактерије је први пут изоловао из организма одојчета Хенри Тисије, који је такође радио у Пастеровом институту. Изолована бактерија под називом Bacillus bifidus communis је касније преименована у род Bifidobacterium.  Тисије је открио да су бифидобактерије доминантне у микробиоту црева дојених беба и уочио клиничку корист од лечења дијареје код новорођенчади бифидобактеријама.
Током избијања епидемије шигелозе 1917. године, немачки професор Алфред Нисле изоловао је сој Escherichia coli  из столице војника који није био заражен болешћу.   Како у то време  нису постојале методе лечења заразних болести (јер антибиотици још нису били доступни), Нисле је користио сој Escherichia coli Nissle 1917 у акутној гастроинтестиналној инфективној салмонелози и шигелози.
Године 1920. Ретгер и Чеплин су известили да је Мељчников "бугарски бацил", касније назван Lactobacillus delbrueckii subsp. bulgaricus, нису могли да живе у људском цреву.  Спровели су експерименте у којима су учествовали пацови и људи добровољци, које су хранили Lactobacillus acidophilus. Они су приметили нестанак патогеног протиста Balantidium coli као и других бактерија које производе гас.  Ретгер је даље истраживао друге могућности Lactobacillus acidophilus-а и закључио да је већа вероватноћа да ће бактерије које потичу из црева произвести жељени ефекат у овој средини. Године 1935. утврђено је да су одређени сојеви Lactobacillus acidophilus веома активни када се имплантирају у људски дигестивни тракт.
За разлику од антибиотика, пробиотици су дефинисани као микробиолошки изведени фактори који стимулишу раст других микроорганизама. Рој Фулер је 1989. године предложио дефиницију пробиотика која се и данас широко користи: 
Живи микробни додатак храни који благотворно утиче на животињу домаћина побољшавајући њену равнотежу цревних микроба.
Фуллерова дефиниција наглашава захтев одрживости пробиотика и уводи их у област  благотворног дејства на домаћина.

## Опште информације
Пошто микробиотика  људскоих црева може да игра главну улогу у здрављу домаћина, тренутно постоји извесно интересовање за манипулацију саставом цревне флоре у правцу потенцијално бољег лечења. Учињени су покушаји да се повећају групе бактерија као што су Bifidobacterium и Lactobacillus за које се сматра да имају својства која промовишу здравље.
Пробиотици, дефинисани као микробиолошки додаци исхрани који благотворно утичу на домаћина побољшавајући његову микробну равнотежу у цревима, коришћени су за промену састава микробиотског састав дебелог црева. Међутим, такве промене могу бити пролазне, а имплантација егзогених бактерија стога постаје ограничена.
Пребиотици су несварљиви састојци хране који благотворно утичу на домаћина тако што селективно стимулишу раст и/или активност једне или ограниченог броја бактеријских врста које већ живе у дебелом цреву, и на тај начин покушавају да побољшају здравље домаћина. Уношење пребиотика може значајно модулирати микробиотски састав дебелог црева повећањем броја специфичних бактерија и тиме мењањем микробиотског састава.
Несварљиви олигосахариди уопште, а посебно фруктоолигосахариди, показали су се као добри  пребиотици. Они могу да стимулишу раст ендогених бифидобактерија, које после кратког периода храњења постају доминантне у људском фецесу. Штавише, ови пребиотици модулирају метаболизам липида, највероватније преко производа ферментације.

## Пребиотици и синбиотици
Поред пробиотика, познајемо и пребиотике и синбиотике.

### Пребиотици
Пребиотици су посебна врста несварљивих влакана и другихе супстанци које обезбеђују одговарајуће окружење у цревима за раст бактерија цревне флоре. Пребиотици нису живи организми већ супстанце које људско тело не разграђује. Њихово распадање почиње тек у дебелом цреву под утицајем бактерија. Њихови производи разградње уништавају патогене организме и стимулишу раст нормалне цревне флоре.
Најпознатији пребиотик је инулин, полисахарид који се састоји од Д-фруктозе и мале количине (2-3%)  Д-глукозе. Инулин стимулише раст бактерија млечно-киселинског врења (пробиотика). Ако се претрера са уносом производа које садрже инулин може доћи до надувавања и надимања.Због немогућност варења инулина у желуцу и танком цреву, његово дејство на ниво шећера у крви је минимално, јер се не разлаже на моносахариде, па га могу користити оболели од шећерне болести. 
Инулин у организму побољшава апсорпцију калцијума.

### Синбиотици
Синбиотик је комбинација пробиотика и пребиотика, у коме  пробиотици и пребиотици делују синергистички (појачавају ефекат).

## Карактеристике
Квалитетан и безбедан пробиотик треба да има следеће карактеристике:
- мора бити људског порекла
- мора имати непатогене карактеристике
- да је отпоран на желучану киселину и жучне соли
- да се ефикасно веже за цревни епител
- да се задржава и умножава у цревима
- да производи антимикробне супстанце
- да разграђује патогене токсине
- да је безбедан и зддравствено безопасан.

## Здравствени ефекти
Здравствени ефекти пробиотика и пребиотика на побољшање микробне флоре гастроинтестиналног тракта је потврђено уј бројним студијама и, између осталог, односи се и на смањење нивоа холестерола и побољшање метаболизма ксенобиотика. 
Иако пробиотици и пребиотици у строгом смислу те речи нису нутријенти, храна која садржи пробиотике и пребиотике има јасне позитивне нутритивне ефекте на здравље и свртава их у функционалну храну.
Постоје различити пробиотици, међу којима су (према наведеном редоследу) најчешће коришћени они из рода: 
1. Bifidobacterium,
2. Lactobacillus,
3. Saccharomyces,
4. Lactococcus.